# Bilaspur (Haryana)
Bilaspur è una suddivisione dell'India, classificata come census town, di 9.620 abitanti, situata nel distretto di Yamuna Nagar, nello stato federato dell'Haryana. In base al numero di abitanti la città rientra nella classe V (da 5.000 a 9.999 persone).

## Geografia fisica
La città è situata a 30° 19' 0 N e 77° 19' 0 E e ha un'altitudine di 273 m s.l.m..

## Società

### Evoluzione demografica
Al censimento del 2001 la popolazione di Bilaspur assommava a 9.620 persone, delle quali 5.098 maschi e 4.522 femmine. I bambini di età inferiore o uguale ai sei anni assommavano a 1.351, dei quali 765 maschi e 586 femmine. Infine, coloro che erano in grado di saper almeno leggere e scrivere erano 6.260, dei quali 3.521 maschi e 2.739 femmine.